# Agnes Browne
Agnes Browne – irlandzko-amerykański komediodramat z 1999 roku w reżyserii Anjeliki Huston, zrealizowany na podstawie powieści Brendana O’Carrolla.

## Fabuła
Akcja rozgrywa się w Dublinie w 1967 roku. Agnes Browne po śmierci męża sama wychowuje siedmioro dzieci. Pomaga jej w tym przyjaciółka Marion. Spłaca dług zapożyczony u lichwiarza Billy’ego, który wzięła na pogrzeb. Zarabia handlując owocami i warzywami. W końcu udaje się jej spłacić dług. Poświęca się dzieciom, ale ma jedno marzenie: usłyszeć Toma Jonesa na żywo, śpiewającego „It's Not Unusual”. Akurat Tom Jones ma dać koncert w Dublinie.

## Obsada
- Anjelica Huston - Agnes Browne
- Marion O’Dwyer - Marion Monks
- Niall O’Shea - Mark Browne
- Ciaran Owens - Frankie Browne
- Roxanna Williams - Cathy Browne
- Carl Power - Simon Browne
- Mark Power - Dermot Browne
- Gareth O’Connor - Rory Browne
- James Lappin - Trevor Browne
- Ray Winstone - Pan Billy
- Arno Chevrier - Pierre
- Gerard McSorley - Pan Aherne

i inni